# José Riquelme
José Riquelme y López-Bago, né le 30 août 1880 à Tarragone (Espagne) et mort le 28 janvier 1972 dans le 17e arrondissement de Paris, est un général espagnol et dirigeant militaire des forces républicaines pendant la guerre civile espagnole.

## Biographie

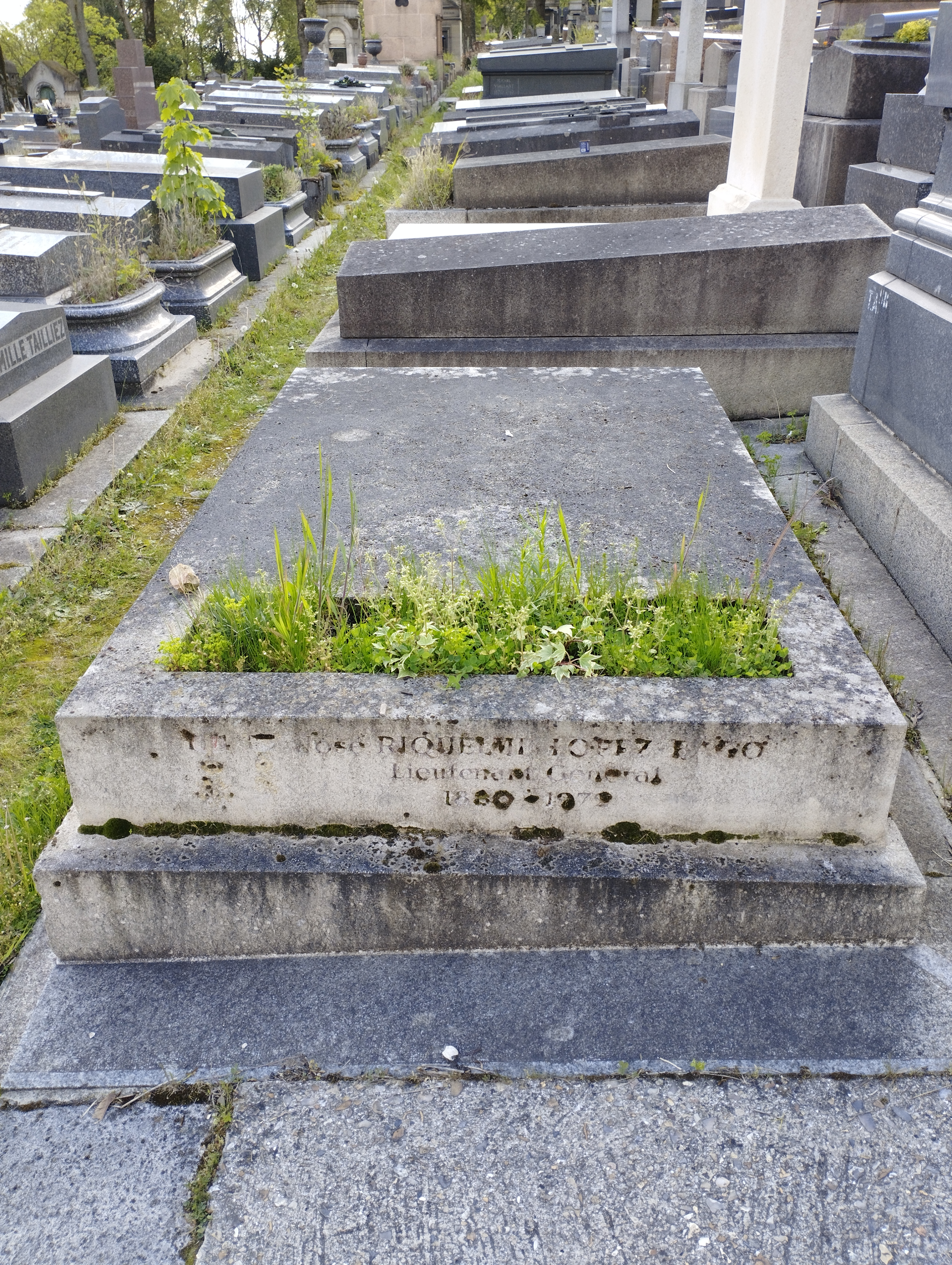
Tombe de José Riquelme au cimetière du Père-Lachaise (division 97).

José Riquelme rejoint l'armée en juin 1897. Il fait une partie de sa carrière militaire en Afrique durant la guerre du Rif. En 1921, il devient colonel. En 1924, il participe à la reconquête de Tétouan. En 1929 il est membre du tribunal militaire.
Lors de la Seconde République, le 15 avril 1931, il est promu major-général et nommé commandant de la troisième région militaire à Valence. En février 1935 il est nommé chef de division à Séville.
Dès les premiers instants de la guerre civile espagnole, il reste fidèle au gouvernement républicain. Il commande les forces qui ont attaqué Tolède. En août 1936, il est envoyé en Estrémadure avec une force de milice de 9 000 soldats, qui ont essayé d'arrêter les forces de l'armée d'Afrique. Au début de septembre, ses troupes ont subi de lourdes pertes à Oropesa et à Talavera de la Reina, après ces défaites il a été licencié. En 1938 il est remis en service en tant que commandant militaire de Barcelone.
En 1939, après la chute de la Catalogne, il s'exile en France. En exil, il est membre du conseil suprême de l'Union nationale espagnole (UNE).
Il meurt à l'âge de 91 ans le 28 janvier 1972 à Paris. Il est inhumé au cimetière du Père-Lachaise (division 97). Sa seconde épouse est morte en 1988.